# 13764 Макаланіс
13764 Макаланіс (13764 Mcalanis) — астероїд головного поясу, відкритий 26 вересня 1998 року.
Тіссеранів параметр щодо Юпітера — 3,618.